# Lang (Saskatchewan)
Lang es un pueblo canadiense situado en la provincia de Saskatchewan.

## Superficie
Lang tiene una superficie de 0,65 km².

## Demografía
En 2021, tenía 176 habitantes, una densidad poblacional de 272,1 hab./km², y 98 viviendas.